# Solidago erecta
Solidago erecta là một loài thực vật có hoa trong họ Cúc. Loài này được Pursh miêu tả khoa học đầu tiên năm 1814.